# KRTAP4-8
KRTAP4-8 (англ. Keratin associated protein 4-8) – білок, який кодується однойменним геном, розташованим у людей на 17-й хромосомі. Довжина поліпептидного ланцюга білка становить 185 амінокислот, а молекулярна маса — 19 627.
| 10         |  | 20         |  | 30         |  | 40         |  | 50         |
| ---------- |  | ---------- |  | ---------- |  | ---------- |  | ---------- |
| MVNSCCGSVC |  | SDQGCGQDLC |  | QETCCCPSCC |  | QTTCCRTTCY |  | RPSYSVSCCC |
| RPQCCQSVCC |  | QPTCCRPSCC |  | VSSCCKPQCC |  | QSVCCQPTCC |  | HPSCCISSCC |
| RPSCCVSSCC |  | KPQCCQSVCC |  | QPNCCRPSCS |  | ISSCCRPSCC |  | ESSCCRPCCC |
| LRPVCGRVSC |  | HTTCYRPACV |  | ISTCPRPVCC |  | ASSCC      |  |            |

A: Аланін

C: Цистеїн

D: Аспарагінова кислота

E: Глутамінова кислота

G: Гліцин

H: Гістидин

I: Ізолейцин

K: Лізин

L: Лейцин

M: Метіонін

N: Аспарагін

P: Пролін

Q: Глутамін

R: Аргінін

S: Серин

T: Треонін

V: Валін